# Joachim Luhrmann
Joachim Luhrmann (* 18. Mai 1952 in Osnabrück; † 24. Mai 2023 ebenda) war ein deutscher Musiker, Schlagzeuger, Perkussionist, Produzent und Komponist. Er gehörte von 1981 bis 1982 zur Begleitband Verstärkung von Heinz Rudolf Kunze.

## Leben
Joachim Luhrmann hat ein Architekturstudium abgeschlossen. Er hatte zwei Jahre Unterricht beim Schlagzeuger des Osnabrücker Symphonieorchesters, von da an ging es für ihn autodidaktisch weiter. Ab 1980 unterrichtete er Schlagzeug an der Musik- und Kunstschule Osnabrück. Luhrmann ist zudem Schlagzeuglehrer in Münster und an der Uni Osnabrück gewesen. Er leitete Percussion-Kurse für verschiedene Volkshochschulen und TPZ Lingen.
Daneben war Luhrmann Schlagzeuger und Perkussionist für zahlreiche Jazz-, Rock- und Pop-Ensembles, so etwa für das Peter Finger Trio, die Heinz Rudolf Kunze Band, Falckenstein und Blues Co. Er betätigte sich als Trommler für diverse Afro-Dance-Workshops, unter anderem in Bonn, Frankfurt und Wien. 
Luhrmann hatte seit 1980 sein eigenes Tonstudio, auch leitete er das von ihm im Jahr 2000 aufgebaute Tonstudio am Institut für Musik der Hochschule Osnabrück bis 2009. Er wirkte an mehr als 170 Album-Produktionen als Musiker und/oder Toningenieur, Produzent und Komponist mit. Joachim Luhrmann verstarb am 24. Mai 2023 nach längerer Krebserkrankung in Osnabrück.